# Miomantis paykullii
Miomantis paykullii är en bönsyrsa som förekommer i Afrika. Den är en av de arter av bönsyrsor som hålls i terrarium som sällskapsdjur.

## Kännetecken
Denna förhållandevis lilla bönsyrsa har en slank kroppsbyggnad. Honorna har en kroppslängd på cirka 3,5 till 4,5 centimeter. De är något större och robustare byggda än hanarna, vars kroppslängd är cirka 3,5 centimeter. Hanar och honor kan också skiljas åt genom vingarna, hos hanar är dessa något längre än bakkroppen medan vingarna hos honorna är kortare än bakkroppen. Ytterligare ett sätt att skilja hanen och honan åt är att räkna bakkroppens segment, hanarna har åtta segment och honorna har sex segment. Färgen hos arten varierar i olika brunaktiga och gröna nyanser.

## Utbredning
Utbredningsområdet för denna bönsyrsa omfattar Egypten, Burkina Faso, Elfenbenskusten, Ghana, Togo, Kamerun, Kenya, Mauretanien, Moçambique, Niger, Senegal, Tchad, Uganda och Zimbabwe.

## Levnadssätt
Artens naturliga habitat är stäppmarker och andra torra områden, där den håller till bland buskvegetation och gräs.